# Lutjanidae

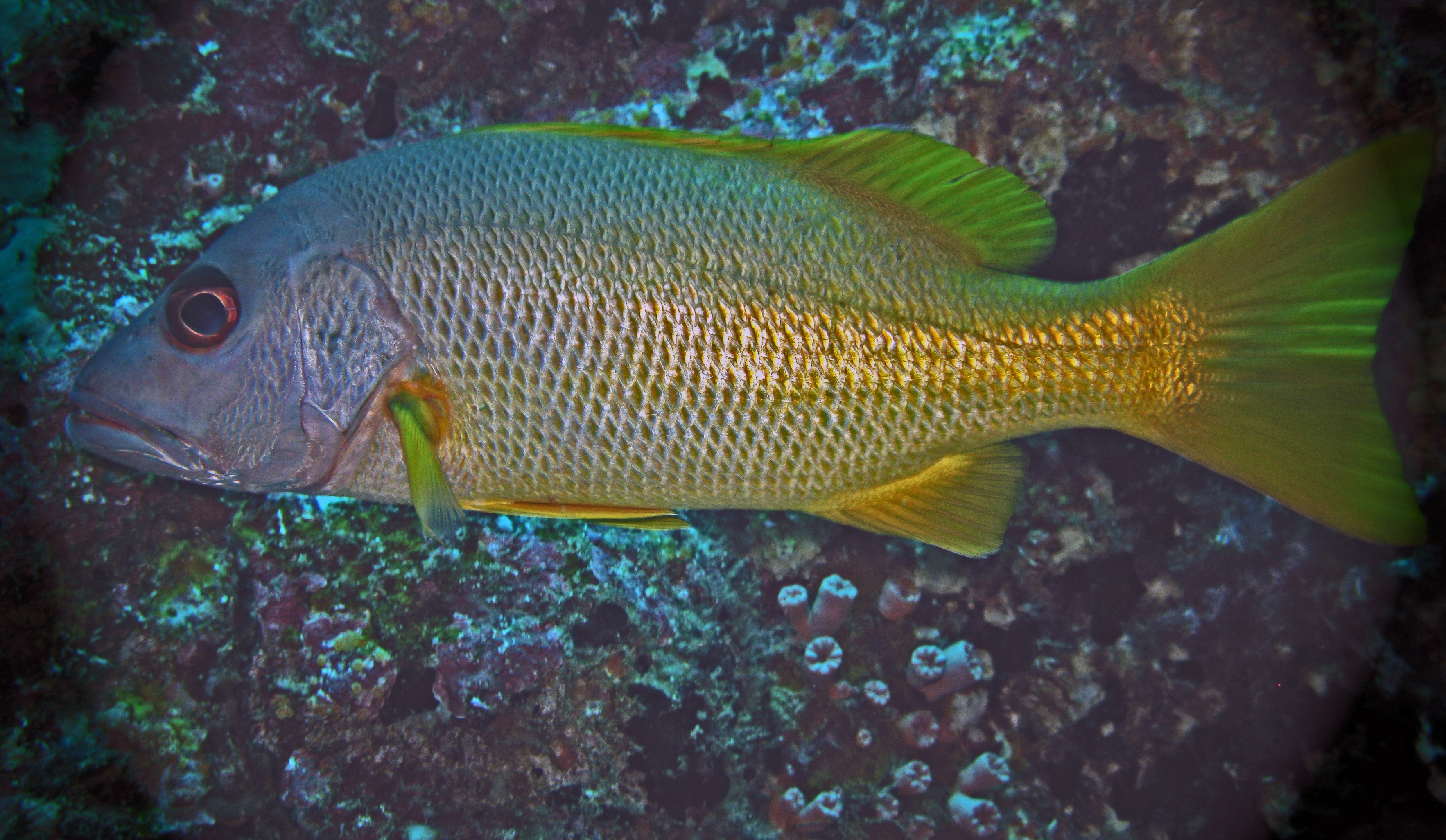
Lutjanus argentimaculatus

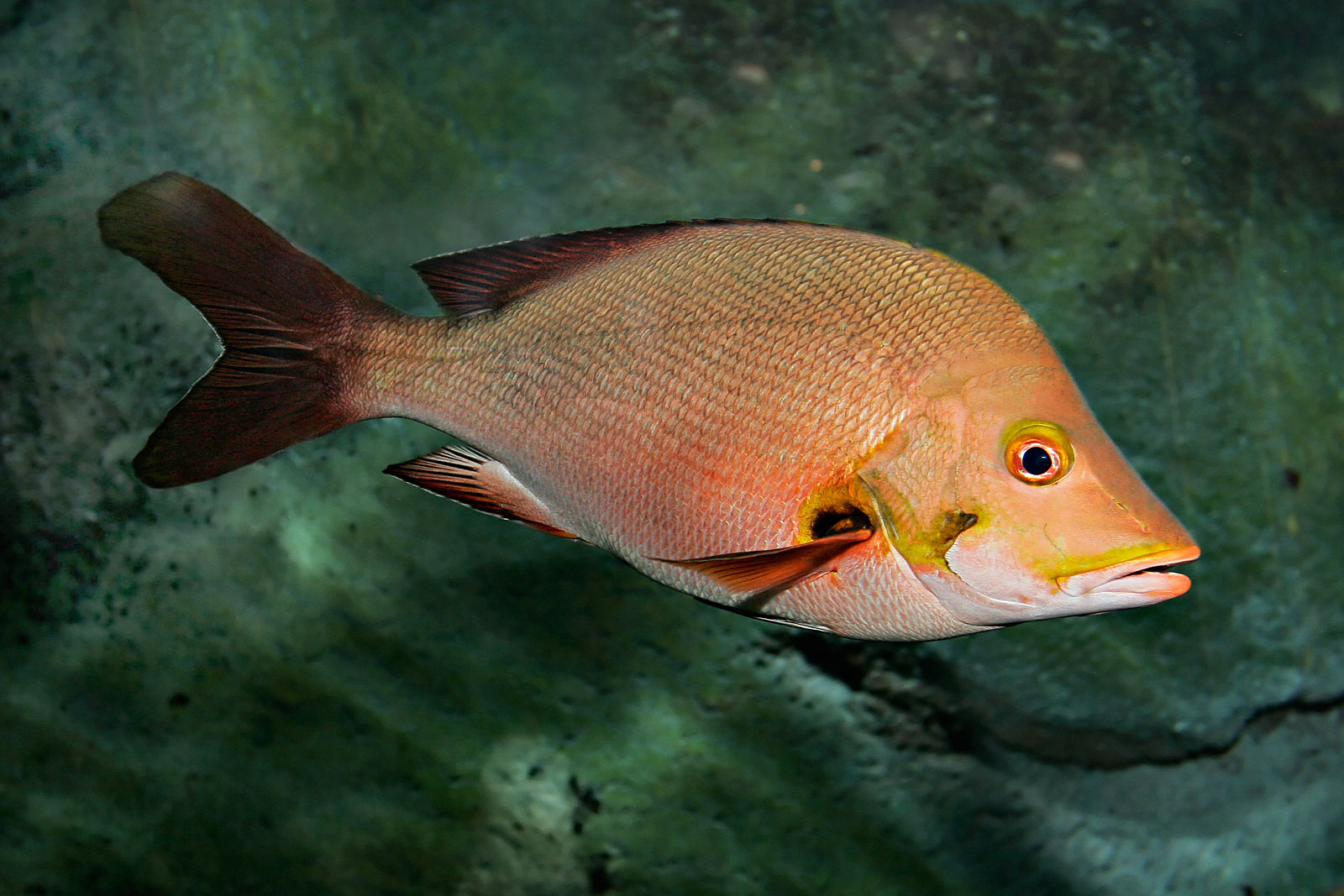
Lutjanus gibbus

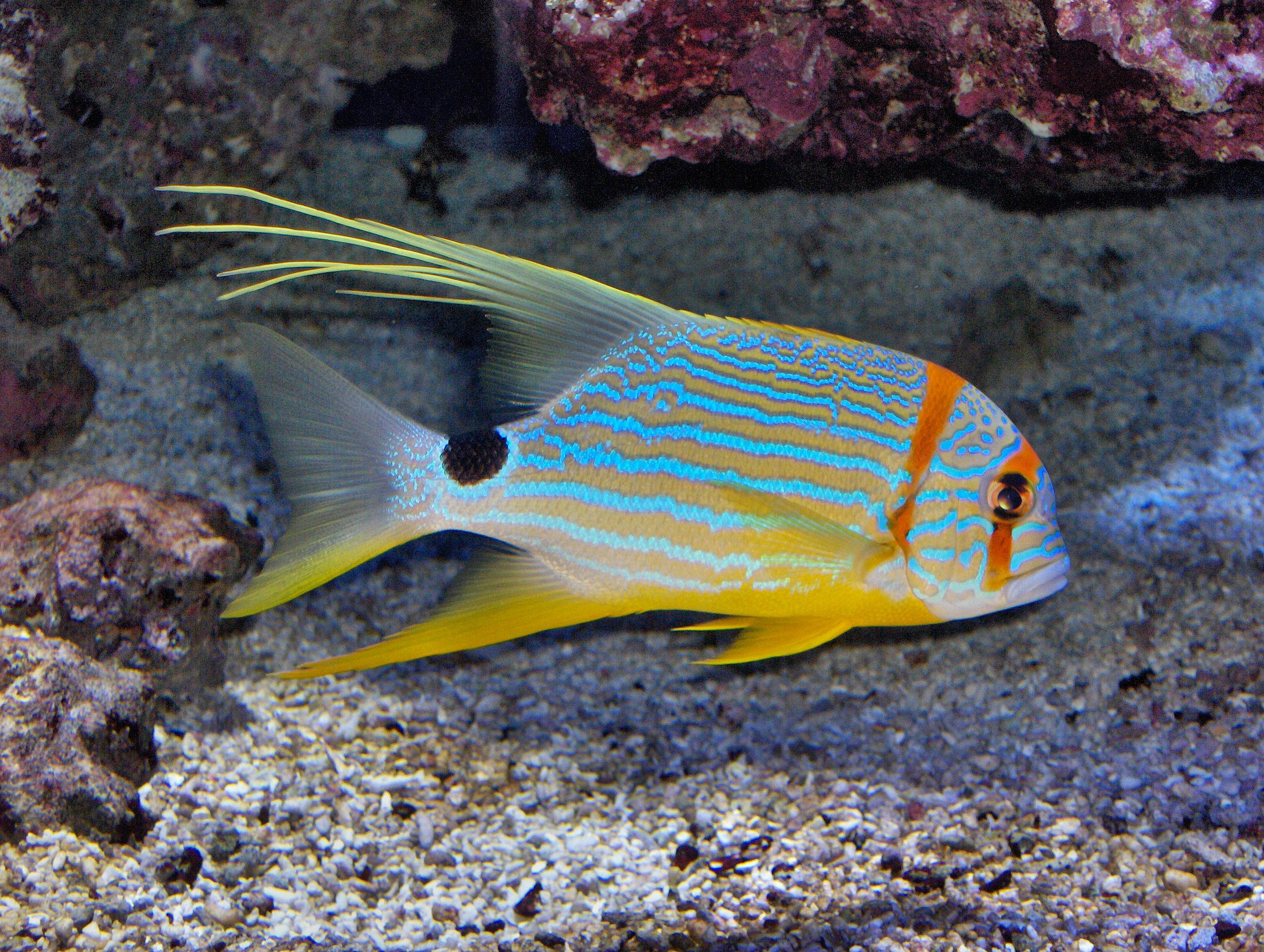
Symphorichthys spilurus

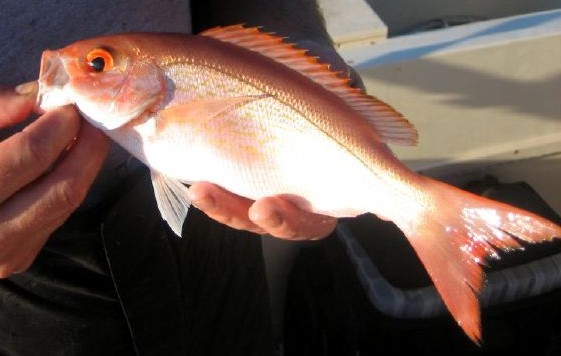
Rhomboplites aurorubens

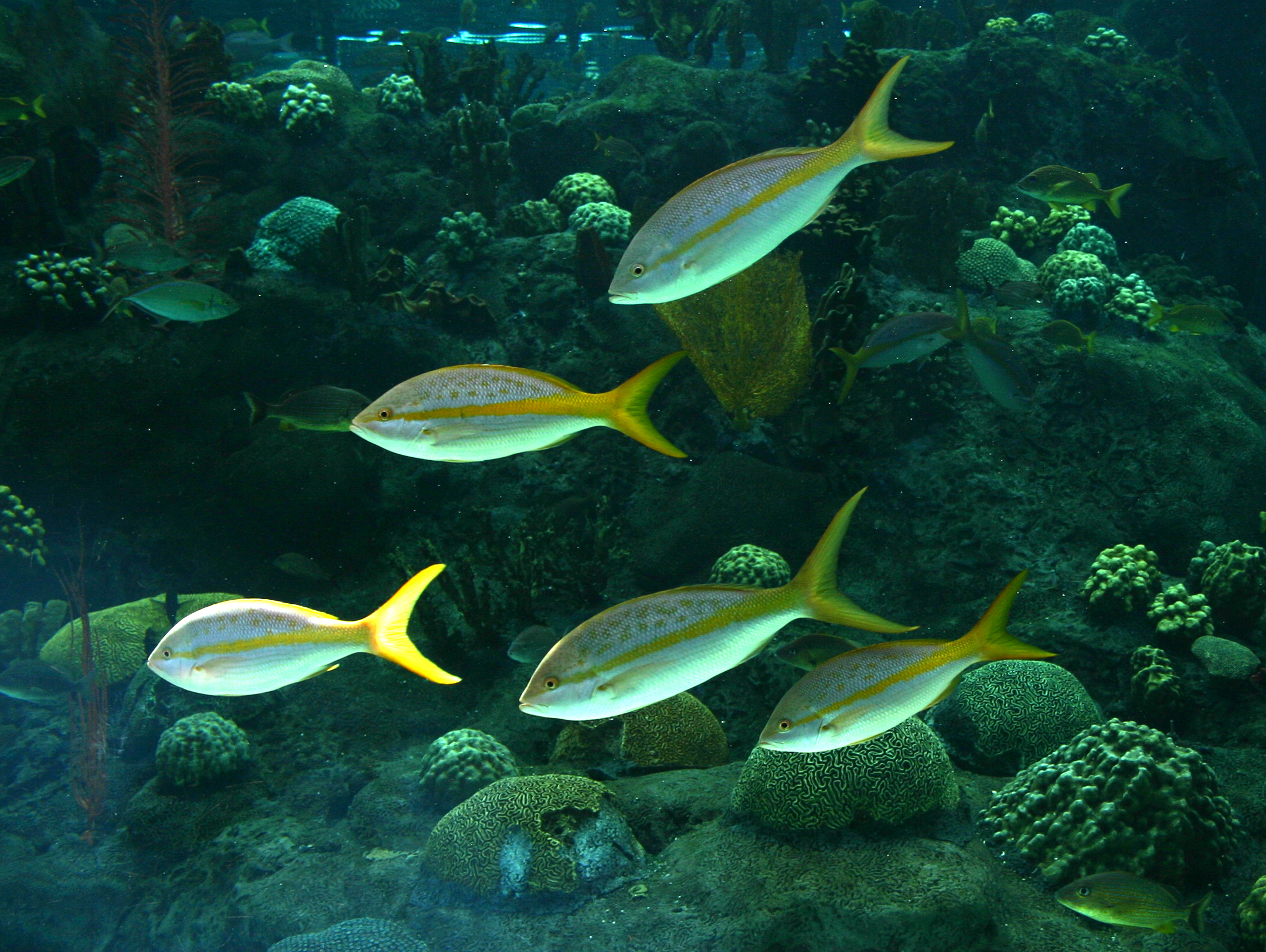
Ocyurus chrysurus

I lutianidi (Lutjanidae Gill, 1861) sono una famiglia di pesci ossei marini appartenenti all'ordine Perciformes.

## Distribuzione e habitat
Questa famiglia è presente in tutti i mari e gli oceani tropicali e subtropicali.
Nel mar Mediterraneo sono state segnalate ad oggi quattro specie, nessuna delle quali è considerata naturalizzata. Lutjanus argentimaculatus, di origine lessepsiana, nota ad oggi per due catture nelle acque libanesi; Lutjanus jocu, proveniente dall'Atlantico occidentale e segnalata di recente nel Mar Ligure; Lutjanus fulviflamma, anch'esso lessepsiano, catturato recentemente a Malta; Lutjanus sebae, segnalato in Grecia come introduzione da acquario.
Sono tutti marini e di solito strettamente costieri, abbondanti sulle barriere coralline. Alcune specie popolano le acque salmastre e si possono spingere per brevi periodi in acqua dolce.

## Descrizione
L'aspetto di questi pesci ricorda gli Sparidae o gli Haemulidae. La pinna dorsale è unica con la parte anteriore composta da raggi spinosi, ci può essere un'intaccatura al centro di questa pinna. Tre raggi spinosi sono presenti anche sulla pinna anale. La bocca è grande, con mascelle robuste, armata di denti caniniformi grandi ed evidenti. Gli affini Caesionidae sono simili ma più affusolati, con bocca piccola e pinna caudale profondamente forcuta.
La colorazione varia dal brunastro poco vistoso alle tinte più varie e vivaci con disegni estremamente variabili tra specie e specie e tra giovani ed adulti.
Sono pesci di taglia grande, molte specie superano il metro di lunghezza ed alcune anche il metro e mezzo.

## Biologia
Sono pesci demersali.

### Alimentazione
Sono quasi tutti predatori, si nutrono di crostacei e pesci. Alcune specie sono planctofaghe.

## Tassonomia
La famiglia comprende i seguenti generi:
- Aphareus Cuvier, 1830
- Aprion Valenciennes, 1830
- Apsilus Valenciennes, 1830
- Etelis Cuvier, 1828
- Hoplopagrus Gill, 1861
- Lipocheilus Anderson, Talwar & Johnson, 1977
- Lutjanus Bloch, 1790
- Macolor Bleeker, 1860
- Ocyurus Gill, 1862
- Paracaesio Bleeker, 1874
- Parapristipomoides Kami, 1973
- Pinjalo Bleeker, 1873
- Pristipomoides Bleeker, 1852
- Randallichthys Anderson, Kami & Johnson, 1977
- Rhomboplites Gill, 1862
- Symphorichthys Munro, 1967
- Symphorus Günther, 1872

## Pesca
Le carni sono ottime e sono attivamente pescati sebbene siano riportati numerosi casi di ciguatera causati dal consumo di questi pesci.

## Acquariofilia
Sono adatti solo ad acquari pubblici dato che la loro crescita è velocissima.